# Nuphar fluminalis
Nuphar fluminalis är en näckrosväxtart som beskrevs av Shiga och Kadono. Nuphar fluminalis ingår i släktet gula näckrosor, och familjen näckrosväxter. Inga underarter finns listade i Catalogue of Life.